# Barangay
Barangay (tiếng Filipino: baranggay) là đơn vị hành chính nhỏ nhất của Philippines, tương đương với cấp xã hay phường. Barangay có thể được phân chia tiếp thành các khu vực nhỏ hơn được gọi là Puroks (phân khu). Các thành phố và đô thị tự trị của Philippines gồm có nhiều barangay. Barangay đôi khi còn được viết tắt là "Brgy" hay "Bgy". Tính đến ngày 31 tháng 12 năm 2006, có tổng cộng 41.995 barangay ở Philippines.

## Lịch sử
Khi những người Tây Ban Nha đến Philippines vào thế kỷ thứ 16, họ đã bắt gặp những người Philippines có một nền văn minh riêng của mình và sinh sống trong những ngôi làng riêng biệt được tổ chức khá tốt gọi là barangay. Cái tên barangay bắt nguồn từ balangay, một từ tiếng Mã Lai có nghĩa là "thuyền buồm". Từ barangay đã được chấp nhận và tính chất cấu trúc của barangay được xác định bởi Tổng thống Ferdinand Marcos và đã thay thế các hội đồng thành phố cũ. Barangay cuối cùng đã được hệ thống hóa bởi Bộ luật Chính quyền địa phương năm 1991.
Về mặt lịch sử, một barangay là một cộng đồng dân cư tương đối nhỏ với khoảng 50 đến 100 gia đình. Hầu hết các ngôi làng chỉ có 30 đến 100 nóc nhà và dân số dao động từ 100 đến 500 người. Theo Legazpi, ông đã bắt gặp những cộng đồng dân cư với chỉ 20 đến 30 người. Nhiều ngôi làng ven biển ở vùng Visayas chí gồm không quá 8 đến 10 nóc nhà. Bản thân từ barangay có nguồn gốc từ tàu thuyền của người Mã Lai-Đa Đảo cổ được gọi là balangay. Nhiều người tin rằng, trước thời kỳ Philippines bị thuộc địa hóa, mỗi "barangay" ở khu vực ven biển được thiết lập như là kết quả của những người định cư đi tới bằng thuyền từ những nơi khác ở Đông Nam Á.
Trong khi người Tây Ban Nha đến Philippines, một số barangay được hợp lại thành các thị trấn. Mỗi barangay bên trong một thị trấn có người đứng đầu được gọi là cabeza de barangay. Khi người Mỹ đến, từ barrio được sử dụng thay thế. Từ này tiếp tục được sử dụng trong hầu hết thế kỷ 20 cho đến khi được Tổng thống Ferdinand Marcos tái sử dụng. Cái tên này đã gặp phải một số trở ngai do một số người vẫn tiếp tục dùng từ cũ. Hội đồng Đô thị đã bị bãi bỏ trong khi chuyển quyền lực cho hệ thống barangay. Tổng thống Marcos tái sử dụng từ barangay như một phần của tiến trình dân chủ hóa Philippines. Hầu hết các tác phẩm của ông đều viết về Xã hội Mới mà ông hình dung, được ca ngợi trong vai trò xây dựng đất nước.
Sau cuộc Cách mạng EDSA và dự thảo Hiến pháp năm 1987, Hội đồng đô thị được khôi phục và barangay trở thành đơn vị hành chính chính thức nhỏ nhất tại Philippines. Ngày nay, người đứng đầu các barangay phải thông qua bầu cử chính thức, được gọi là Punong Barangay (trưởng barangay). Các cuộc bầu cử ở cấp barangay diễn ra khá sôi động.